# Токо червонодзьобий
Токо червонодзьобий (Tockus erythrorhynchus) — вид птахів родини птахів-носорогів (Bucerotidae).

## Поширення
Ареал виду займає смугу території, що йде від внутрішньої дельти Нігеру в Мавританії до Еритреї та Сомалі на схід і до Кенії та північної Танзанії на півдні. Мешкає у відкритих саванах і не дуже густих лісистих місцевостях, особливо з негустим підліском.

## Опис
Птах завдовжки до 35 см, вагою 124—185 г у самців і 90-151 г у самиць. Вирізняється плямистими крилами, білим зовнішнім кермовим пір'ям і довгим червоним вигнутим дзьобом. У самця біля основи дзьоба є невелика жовта пляма, а також чорна лінія на внутрішній половині нижньої гілки. На відміну від більшості інших видів птахів-носорогів, дзьоб не увінчаний порожнистим шоломом. Гола шкіра, що оточує око і покриває горло, варіюється від рожевого до жовтуватого кольору. Очі карі.

## Поведінка
Червонодзьобі токо часто об'єднуються в змішані групи, а в певних регіонах під час сухого сезону збираються в зграї, які можуть включати кілька сотень особин. Харчуються жуками, термітами, личинками мух і кониками . Безхребетні складають основну частину їхнього раціону, але ці птахи не гребують дрібними хребетними, такими як гекони, пташенята та гризуни . Вони також їдять деякі фрукти і в посушливий період, схоже, люблять насіння.
Розмноження зазвичай відбувається через 4-7 тижнів після початку сезону дощів. Сезон гніздування триває з березня по листопад у Західній Африці, багато місяців у році в Північно-Східній та Східній Африці та з квітня по травень у Сомалі. Гніздо розташоване в природній порожнині дерева на висоті від 30 сантиметрів до 9 метрів над землею. Вони також використовують покинуті гнізда інших птахів. Самиця замуровує вхід у дупло зсередини, залишаючи невелику щілину, через яку її підгодовує самець під час насиджування. У кладці від 2 до 7 яєць, які відкладються з інтервалом 1-7 днів. Насиджування триває від 23 до 25 днів. Через 16 до 24 днів після вилуплення самиця пробиває стіну і виходить з дупла разом із найстаршим із пташенят. Політ наймолодшого пташеняти відбувається лише через 39-50 днів.